# Jessica Abel

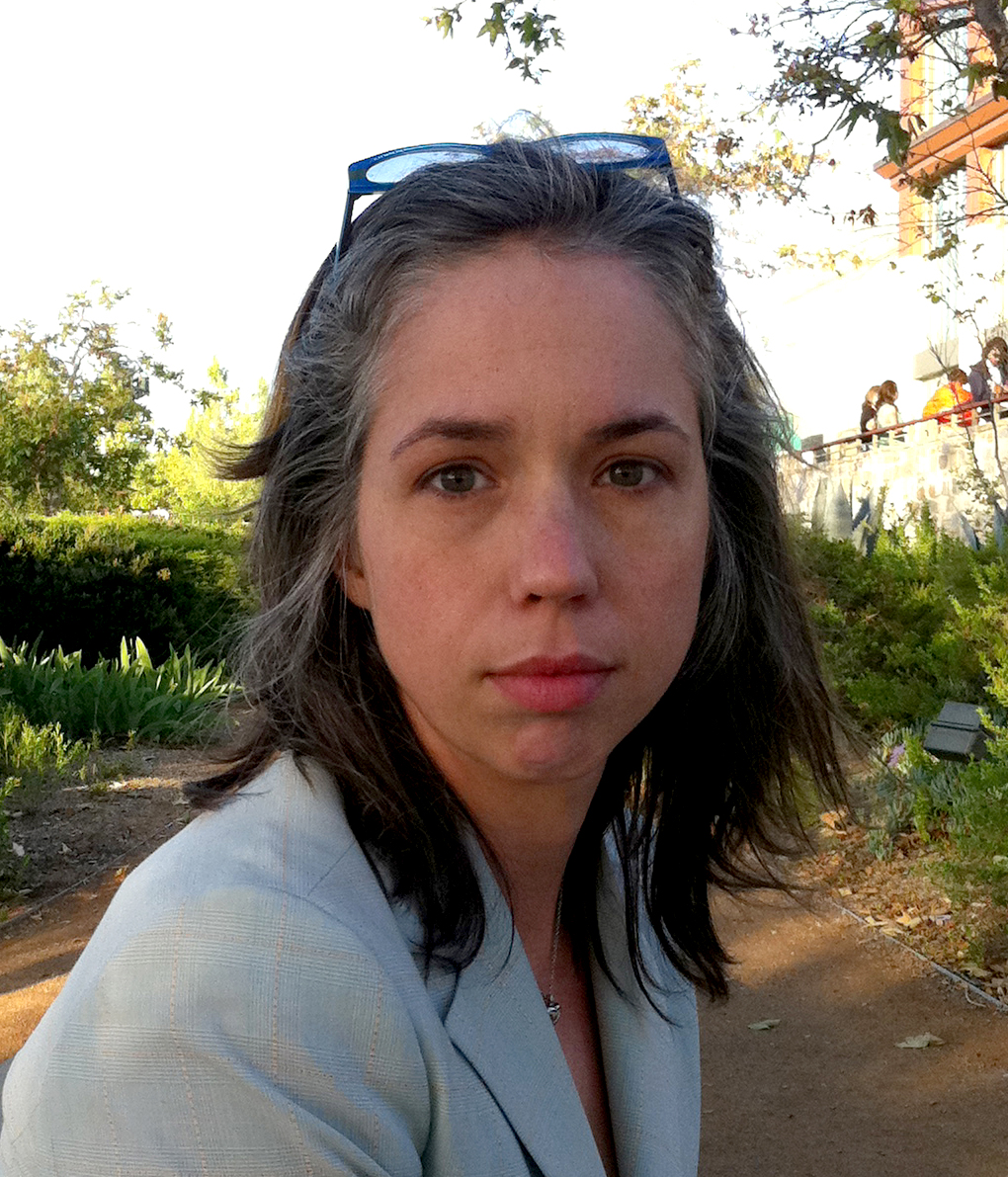
Jessica Abel im April 2011

Jessica Abel (* 15. November 1969 in Chicago) ist eine US-amerikanische Comic-Künstlerin und Illustratorin.

## Biographie
Jessica Abel wurde 1969 in Chicago im Bundesstaat Illinois geboren. Abel studierte an der University of Chicago.
Im Juni 1992 veröffentlichte die Künstlerin die erste Ausgabe ihrer Comicreihe Artbabe Vol.1, im Selbstverlag publizierte Abel bis 1996 fünf Hefte. Die Veröffentlichung wurde anschließend von Fantagraphics Books ins Verlagsprogramm aufgenommen. Von Mitte 1997 bis 1999 erschienen vier weitere Hefte in der Reihe Artbabe Vol.2. Jede Ausgabe enthält mehrere, kurze Comicgeschichten, die allesamt vollständig von Abel erschaffen wurden (Lettering, Text und Zeichnungen). Fantagraphics Books publizierte mehrere Sammelbände der Artbabe-Comics. Mirror, Window kam 1999 heraus, im Jahr 2001 folgte Soundtrack: Short Stories 1989 – 1996.
Gemeinsam mit dem Hörfunkmoderator Ira Glass entstand der Sachcomic Radio: An Illustrated Guide. Der Comic erklärt anhand der von Glass moderierten Hörfunksendung This American Life, wie ein Radioprogramm entsteht. Das Werk erschien 1999 bei WBEZ Alliance.
Ab 2001 brachte Fantagraphic Books Abels Comicserie La Perdida heraus, bis 2005 erschienen fünf Hefte. Die einzelnen Comichefte wurden ebenfalls in einer Hardcoverausgabe zusammengefasst, den Sammelband veröffentlichte Pantheon Books im Jahr 2006. Die junge US-Amerikanerin Carla Olivares reist nach Mexiko-Stadt, um mehr über ihre mexikanischen Wurzeln zu erfahren. In Mexiko-Stadt gerät sie an zwielichtige Aufschneider, die ihr ein schlechtes Gewissen einreden, weil sei eine „conquistadora“ sei. Carlas neue Bekannte schwingen zwar große Rede, halten sich aber doch mit Kleinkriminalität über Wasser. Als eines dieser Verbrechen doch nicht so klein ausfällt, gerät Carla in einen Strudel aus Angst und Gewalt.
Jessica Abel lebt und arbeitet in Brooklyn, New York. Sie ist mit dem Comiczeichner Matt Madden verheiratet.

## Veröffentlichungen (Auswahl)
- Artbabe Vol.1. Eigenverlag, Chicago 1992 – 1996, 5 Ausgaben, schwarz-weiß mit farbigem Cover.
- Artbabe Vol.2. Fantagraphics Books, Seattle 1997 – 1999, 4 Ausgaben, schwarz-weiß mit farbigem Cover.
- Radio: An Illustrated Guide. WBEZ Alliance 1999, schwarz-weiß mit farbigem Cover, ISBN 978-0-9679671-0-3.
- Soundtrack: Short Stories 1989 – 1996. Fantagraphics Books, Seattle 2001, 124 Seiten schwarz-weiß mit farbigem Cover, ISBN 1-56097-430-3.
- La Perdida. Pantheon Books, New York 2006, 296 Seiten, schwarz-weiß mit farbigem Cover, ISBN 978-0-375-42365-9.
- Life Sucks zusammen mit Gabe Soria (Text) und Warren Pleece (Illustration). First Second, New York 2008, 196 Seiten, farbig, ISBN 978-1-59643-107-2.
- Trish Trash: Rollergirl of Mars – The Collected Edition. NBM, New York 2019, 212 Seiten, farbig, ISBN 978-1-5458-0167-3.

## Auszeichnungen
- 1996: Xeric Grant für die fünfte Ausgabe von Artbabe[2]
- 1997: Harvey Award für Artbabe in der Kategorie „Best New Talent (bestes neues Talent)“
- 1997: Lulu Awards in der Kategorie „Kim Yale Award for Best New Talent“
- 2002: Harvey Award für La Perdida in der Kategorie „Best New Series (beste neue Serie)“